# Grammia perpicta
Grammia perpicta là một loài bướm đêm thuộc phân họ Arctiinae, họ Erebidae.